# Canons Park metróállomás
A Canons Park a londoni metró egyik állomása az 5-ös zónában, a Jubilee line érinti.

## Története
Az állomást 1932. december 10-én a Metropolitan Railway részeként nyitották meg Canons Park (Edgware) néven. Mai nevét egy évvel később kapta. Szerepét 1939. november 20-án átvette a Bakerloo line, majd 1979. május 1-jén a Jubilee line váltotta fel.

## Forgalom
| Járat | Útvonal | Gyakoriság     |
| ----- | --- | -------------- |
|       | Stanmore – Canons Park – Queensbury – Kingsbury – Wembley Park – Neasden – Dollis Hill – Willesden Green – Kilburn – West Hampstead – Finchley Road – Swiss Cottage – St. John’s Wood – Baker Street – Bond Street – Green Park – Westminster – Waterloo – Southwark – London Bridge – Bermondsey – Canada Water – Canary Wharf – North Greenwich – Canning Town – West Ham – Stratford | 2-4 percenként |

## Átszállási kapcsolatok
| Állomás     | Átszállási kapcsolatok             |
| ----------- | ---------------------------------- |
| Canons Park | Helyi buszok (Canons Park Station) |

## Fordítás
- Ez a szócikk részben vagy egészben  a   Canons Park tube station című angol Wikipédia-szócikk fordításán alapul.  Az eredeti cikk szerkesztőit annak laptörténete sorolja fel. Ez a jelzés csupán a megfogalmazás eredetét és a szerzői jogokat jelzi, nem szolgál a cikkben szereplő információk forrásmegjelöléseként.